# Moto Guzzi California 1100
Die Moto Guzzi California 1100 ist ein Motorrad des italienischen Herstellers Moto Guzzi, das von 1993 bis 2012 in Mandello del Lario gebaut wurde. Der Cruiser ist das letzte Moto-Guzzi-Motorrad mit dem für die V7 Sport von 1971 konstruierten „Tonti-Rahmen“ aus Stahlrohr. Er wurde im November 1993 auf der 53. internationalen Motorradmesse EICMA in Mailand vorgestellt und ab Anfang 1994 ausgeliefert. Über zwei Jahrzehnte hinweg verließen mehr als 50.000 California 1100 in vielen Ausführungen und Varianten die Montagelinie.
Die Verkaufsbezeichnung California wird von Moto Guzzi seit der Ur-California von 1971 für große Motorräder mit langem Radstand, breitem Lenker und Trittbrettern verwendet. 1968 entstand auf Betreiben des US-Importeurs eine Polizei-Version der ein Jahr zuvor eingeführten V7, die zunächst vom LAPD in Los Angeles in Dienst genommen wurde. Diese Version mit großer Scheibe und Verkleidung stieß bald auf starkes Interesse seitens der privaten Motorradfahrer, so dass Moto Guzzi die zivile Version V7 California entwickelte. Über zwei Zwischenmodelle mit wachsendem Hubraum kam es zu dieser vierten Generation. 2013 fand die Markteinführung der direkten Nachfolgerin California 1400 statt.

## Modellentwicklung
Für das erste Modelljahr 1994 waren, wie seit Ende 1990 bei der Vorgängerin California III, zwei Versionen parallel erhältlich: eine 1100 mit Vergasern und eine 1100i mit elektronisch geregelter Einspritzung (EFI), in Deutschland zum Einführungspreis von 18.095 Mark. Gegenüber der Vorgängerin wurde die California 1100 in vielerlei Hinsicht wesentlich verbessert, nicht nur durch die Hubraumvergrößerung von 949 auf 1064 cm³. Laut dem Hersteller wurden über 200 Einzelteile neu konstruiert. Von Ende 1994 bis Ende 1995 führte Moto Guzzi parallel zur 1100er eine günstigere California 1000 mit dem 949 cm³-Motor der Quota 1000 ein, ebenfalls wahlweise mit Vergasern oder elektronischer Einspritzung.
Ab 1996 war der Motor nur noch mit elektronischer Einspritzung erhältlich. Anlässlich des 75-jährigen Unternehmensjubiläums wurde Ende des Jahres eine auf 750 Stück limitierte, nummerierte Edition namens Serie anniversario vorgestellt, u. a. mit silbergrau-roter Lackierung, Leder-Komfortsitzen und dem Schriftzug California 75° auf den Seitendeckeln.
Im April 1997 kam eine größere Überarbeitung mit (laut Hersteller) 151 Veränderungen, darunter größerem Saugrohrdurchmesser, größeren Bremsen mit Vierkolben-Bremszangen (siehe Abschnitt Bremsanlage), voll einstellbarer Federung, Speichenräder von BBS und schlauchlosen Reifen: die Modellbezeichnung änderte sich zu California EV („EV“ steht für Evolution), in den USA zu California V11 EV. In Deutschland lag der Verkaufspreis bei 21.900 Mark.
1999 kam als Einstiegsmodell insbesondere für jüngere Käufer sowie explizit als Basis für „Custombikes“ die California Jackal (bis 2001 gebaut) mit minimaler Ausstattung, schwarz lackierten Elementen und einer einzelnen Bremsscheibe am Vorderrad hinzu. Zusatzausstattung und Zubehör konnten aus einer langen Liste hinzugewählt werden. In Europa ergänzte eine Variante California Special das Modellangebot, die in den USA zuerst als California V11 Bassa bezeichnet war (ab 2000 auch Special wie in Europa).
Nach der Übernahme Moto Guzzis durch Aprilia zum Jahresende 2000 wurde im darauffolgenden Jahr in eine neue Endmontagelinie in Mandello sowie in viele verbesserte Werkzeuge und Vorrichtungen zwecks Qualitätserhöhung investiert. Die laufenden Modelle erfuhren dabei keine technische Veränderung. Der Preis der California EV betrug in Deutschland 23.900 Mark. Im Jahr 2002 kam eine Sonderedition namens California EV 80 zum 80-jährigen Jubiläums des Herstellers, die sich von den anderen Varianten u. a. durch Sattel, Seitentaschen und Lenkergriffe aus rotem Leder vom Ledermöbel-Luxushersteller Poltrona Frau sowie verbesserte Trittbretter, einen größeren Scheinwerfer, Speichenräder für schlauchlose Reifen, einen besseren Windschild oder noch verchromte Ventildeckel. Diese Variante ist in Sammlerkreisen sehr begehrt und wird im Allgemeinen als die beste California 1100 angesehen. In den USA war die Basisvariante nun eine California Stone (inkl. der Ausführung Stone Metal) mit bisherigen Rahmen und Schwinge. An allen anderen Varianten wurden Rahmen und Schwinge geändert, um einen breiten Hinterreifen zu ermöglichen, und das Getriebe verbessert. So wie die Jackal haben die unterschiedlichen Stone-Varianten eine einzelne Bremsscheibe am Vorderrad.
2003 kamen die Varianten Stone Touring, Titanium und Aluminum hinzu, in Nord Amerika auch die Stone Chrome. Der Motor wurde relativ stark überarbeitet, bekam u. a. Stößel mit hydraulischem Ventilspielausgleich, und trug in den USA deshalb die Bezeichnung „P.I.“ (für Punterie idrauliche, zu Deutsch: hydraulische Stößel). Da er problembehaftet ist, wird er heutigen Gebrauchtkäufern nicht empfohlen. In Deutschland lag der Einstiegspreis bei 11.990 Euro.
Im Zuge der Sanierung nach der im Dezember 2004 abgeschlossenen Übernahme von Aprilia (inkl. Moto Guzzi) durch Piaggio wurde auch bei der California 1100 die kostspielige Vielfalt für das Modelljahr 2006 auf nur noch drei Varianten reduziert: California Touring, California Classic und California Vintage. Letztere war eine Antwort auf die steigende Nachfrage nach Motorrädern im Retrodesign und ist eine Reminiszenz an die V7 California von 1971 sowie an die 850 T3 von 1975. Der Motor wurde an denjenigen der 2005 eingeführten Breva V1100 angepasst, hatte dessen Zylinderköpfe und Doppelzündung – und keine Hydrostößel mehr.
Im Jahr 2008 lieferte Moto Guzzi 20 Einheiten einer California Vintage mit Sonderausstattung an die Guardia d'Onore (auf Deutsch: „Ehrengarde“, Motorradeskorte der italienischen Staatspräsidenten durch das Corazzieri-Regiment). Die Variante California Touring entfiel.
Ab dem Modelljahr 2010 wurde für die drei ähnlichen Modelle California (1100 cm³), Bellagio (940 cm³) und Nevada (750 cm³) die Variante „Aquila Nera“ (auf Deutsch: schwarzer Adler) mit mattschwarzer Lackierung und weiteren schwarzen Komponenten angeboten. Das Tankemblem ist ein weißer Transferaufkleber mit dem Adler und „Moto Guzzi“ in Konturschrift. Die Variante California Classic war nicht mehr erhältlich.
2012 kam als letzte Variante eine nummerierte limitierte Edition California 90 (vorgestellt anlässlich des 2011 gefeierten 90-jährigen Unternehmensjubiläums und des 40-jährigen Jubiläums der „Ur-California“) mit sehr guter Serienausstattung, einer Zweifarblackierung, einer braunen handgenähten Ledersitzbank und einem an das der 1930er Jahre erinnernden Tanklogo. Technisch entspricht sie der California Vintage.

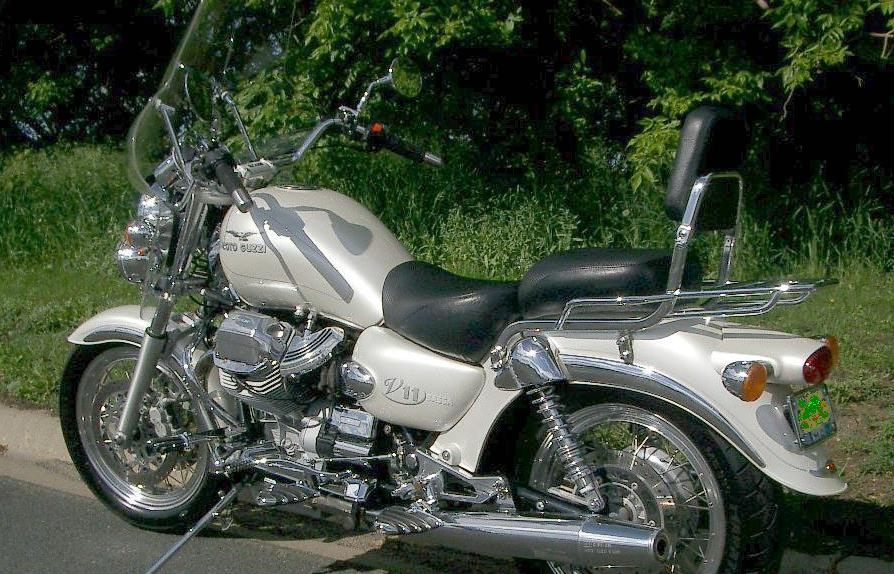
California V11 Bassa (USA, 1999)
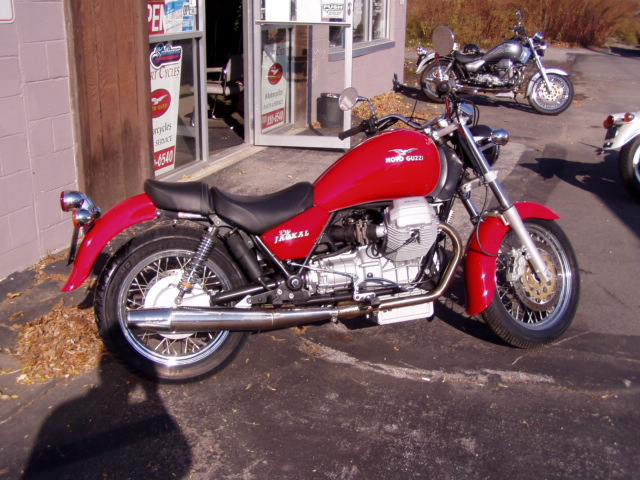
California Jackal (1999–2001)
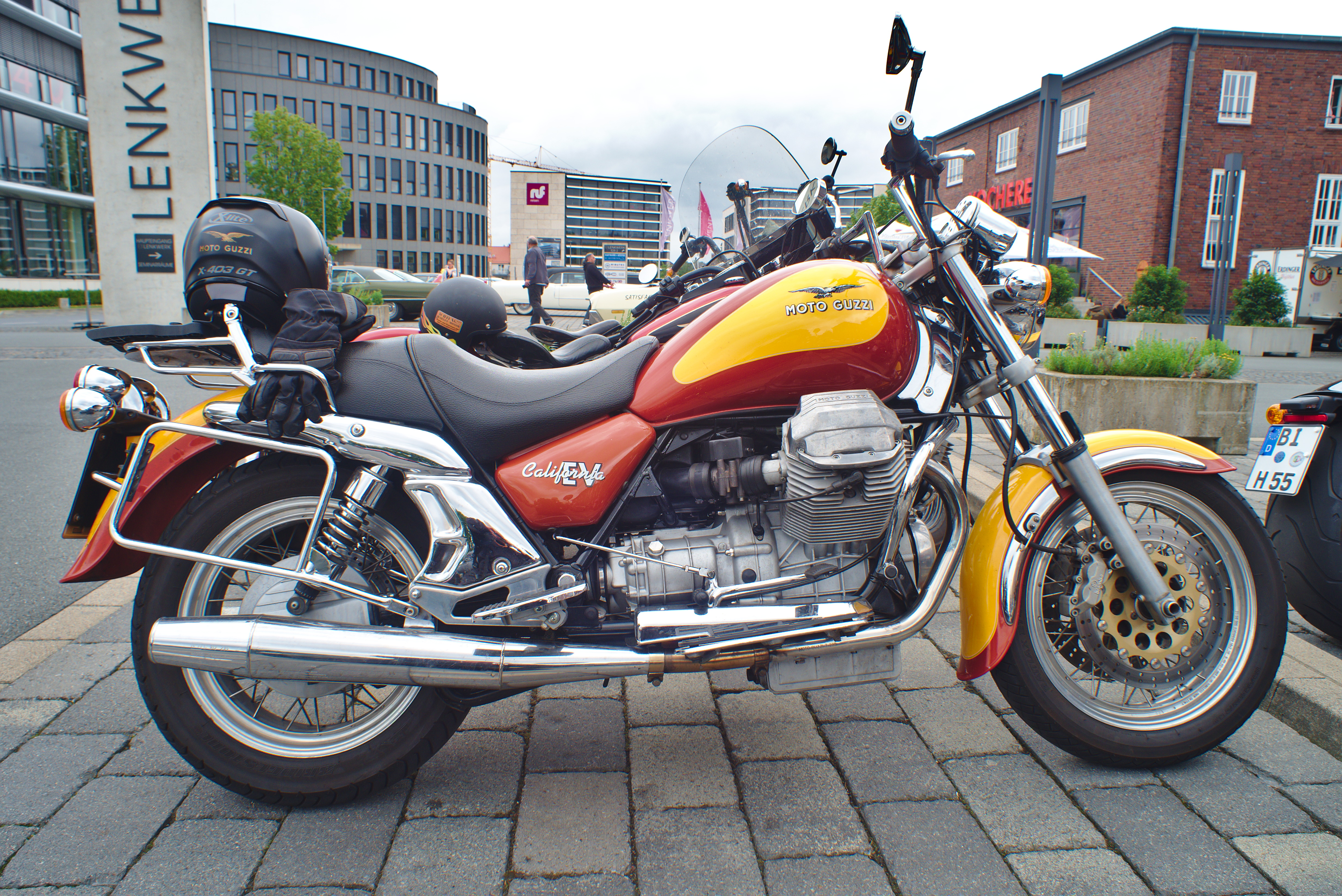
California EV (1997–2005)
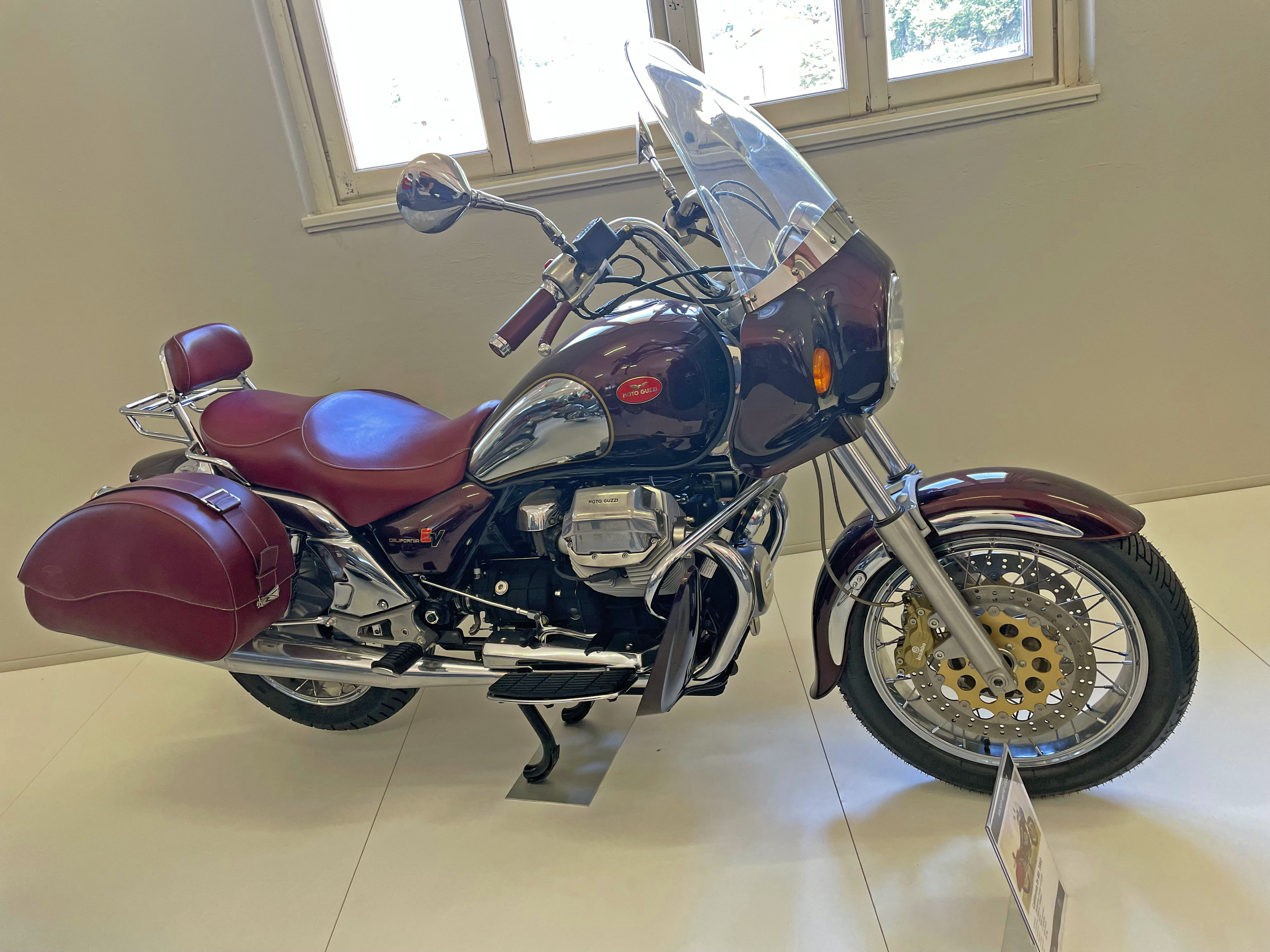
California EV 80 (2002)
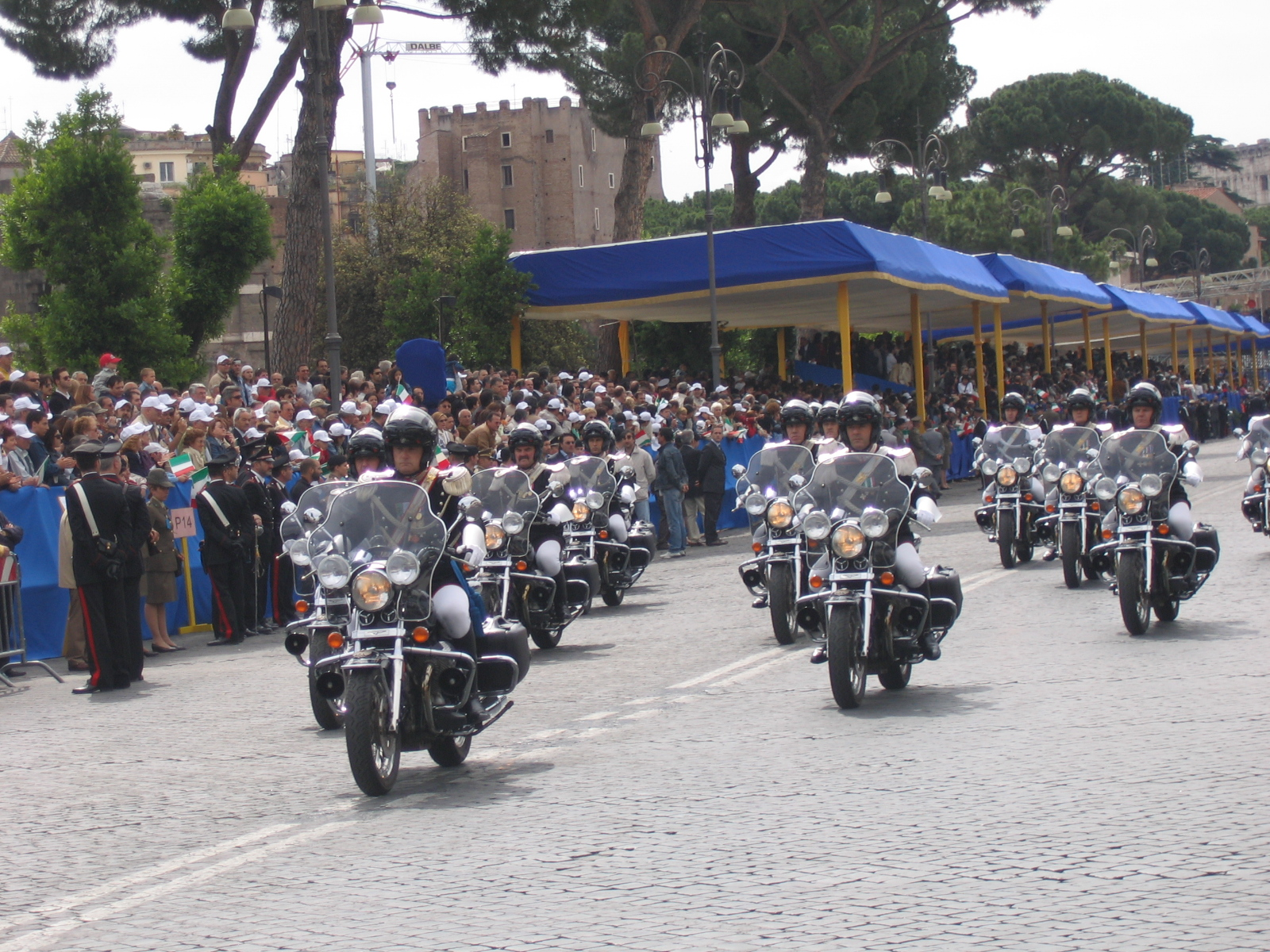
Californias der „Guardia d'Onore“ (2008)
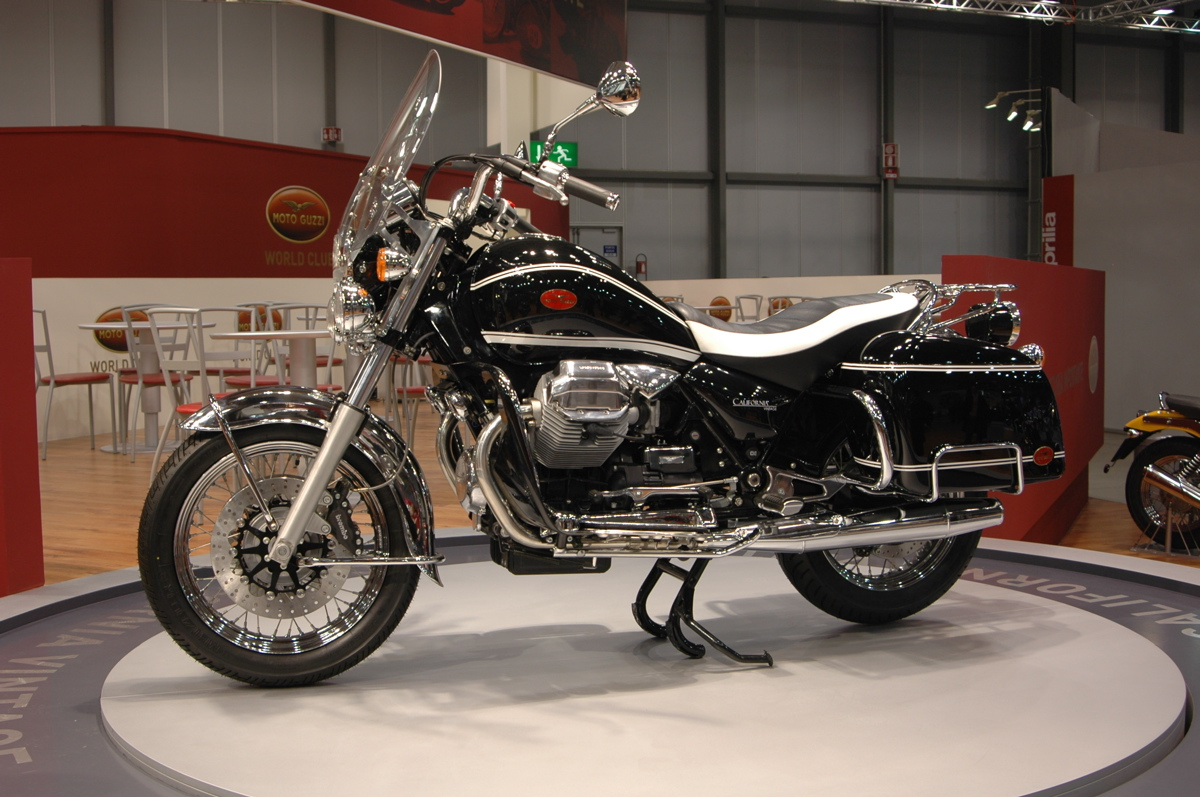
California Vintage (2006–2012)
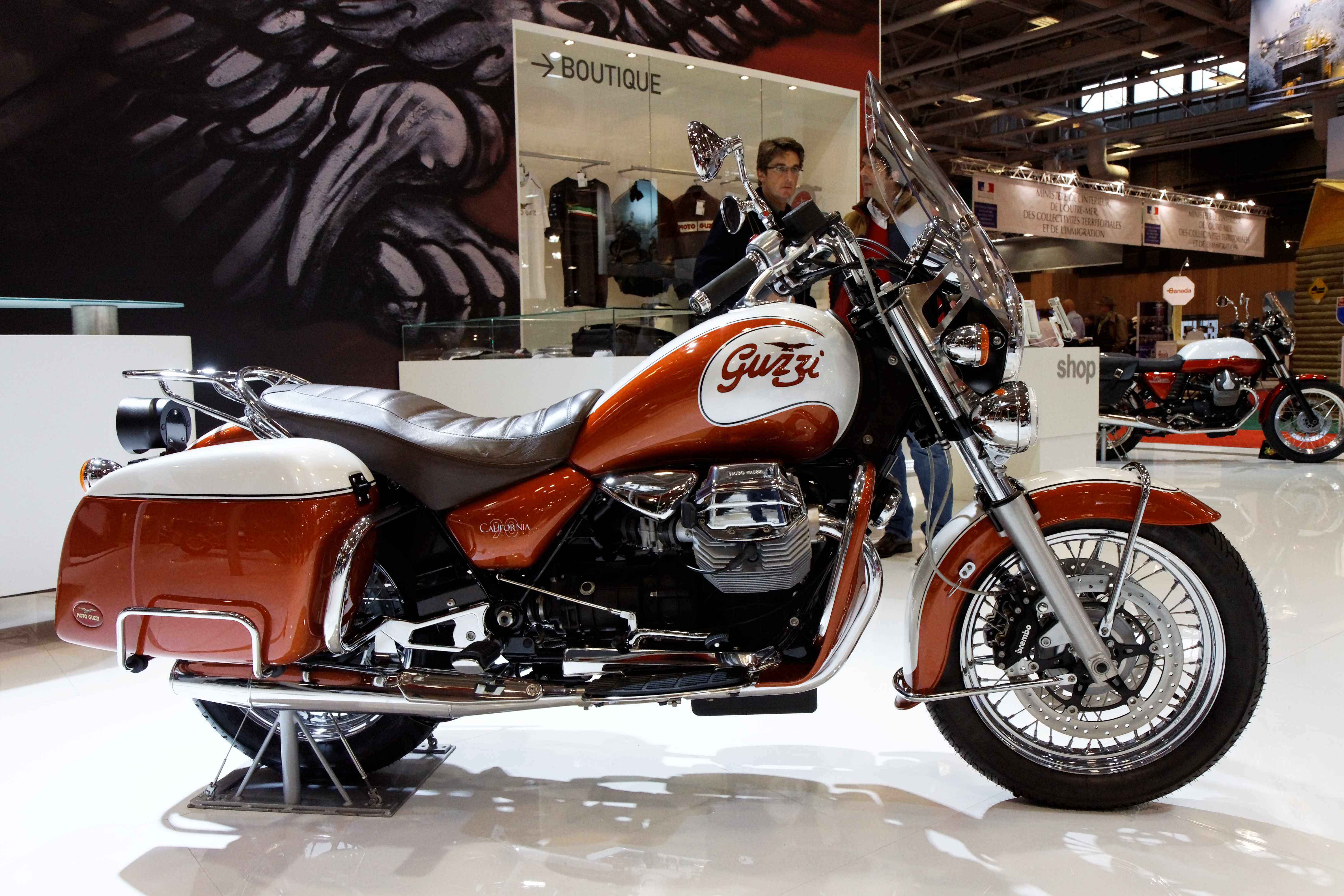
California 90 (2012)

## Konstruktion

### Antrieb
Der 1100er Motor wurde ursprünglich für die 1100 Sport entwickelt. Deren Produktionsanlauf musste jedoch mehrmals verschoben werden, sodass die California 1100 chronologisch das erste Modell mit diesem Antrieb wurde.
Der längs eingebaute, luftgekühlte Viertakt-Zweizylinder-V-Motor hat, wie alle V-Motoren von Moto Guzzi seit 1967, einen Zylinderwinkel von 90 Grad. Der Hubraum beträgt 1064 cm³, die Zylinder haben eine Bohrung von 92 mm, die Kolben einen Hub von 80 mm. Pro Zylinder wird je ein Ein- und Auslassventil von einer untenliegenden Nockenwelle über Stoßstangen und Kipphebel gesteuert. Das Gemisch bildet entweder eine elektronisch geregelte Saugrohreinspritzung (EFI) vom Typ IAW α-n von Weber (ab 2001: Marelli) mit einer Einspritzdüse IWO31 pro Zylinder und mechanisch gekoppelten Drosselklappen mit 40 mm Durchmesser, oder auf Kundenwunsch (Baujahre bis 1995) zwei Dell'Orto-Vergaser vom Typ PHF 36 mit Beschleunigungspumpe.
Alle Versionen haben eine mechanisch mit Seilzug betätigte Zweischeiben-Trockenkupplung und ein Fünfganggetriebe. Ein Kardanantrieb überträgt die Kraft an das Hinterrad.
Eine Abgasnachbehandlung gibt es bei den Modellen bis 2002 nicht. Ab dem Modelljahr 2003 können dank eines geregelten Drei-Wege-Katalysators die Emissionsgrenzwerte der Euro-2-Norm unterschritten werden, ab 2006 werden mit zwei Lambdasonden die Anforderungen der Euro-3-Norm erfüllt. Die gesamte Auspuffanlage mit zwei Endschalldämpfern besteht bei allen Varianten aus rostfreiem Edelstahl.
Der Kraftstofftank fasst 19 Liter, davon sind ca. 4 Liter Reserve.

### Rahmen und Fahrwerk
Die California 1100 hat als letztes Guzzi-Modell den hinten offenen Doppelschleifenrahmen aus Stahlrohr mit geschraubten Unterzügen, der ursprünglich für die V7 Sport von 1971 vom damaligen technischen Direktor Lino Tonti entworfen worden war. Durch seine hohe Steifigkeit ermöglicht der Rahmen ein stabiles Fahrverhalten auch bei hoher Geschwindigkeit. Der Radstand beträgt bei allen Varianten 1560 mm, der Lenkkopfwinkel 62°, der Nachlauf 98 mm.
Bei allen Varianten wird das 18″-Vorderrad von einer Marzocchi-Teleskopgabel mit Ø 45 mm Standrohrdurchmesser und einstellbarer Federvorspannung geführt. Die Zugdämpfung ist einstellbar. Das 17″-Hinterrad wird von einer Zweiarmschwinge aus Stahlrohr geführt, die von zwei teileinstellbaren Federbeinen mit progressiver Federrate, die sich am Heckausleger abstützen, gedämpft wird. Ab 1997 sind die Federelemente voll einstellbar, ab 1999 je nach Variante nicht, teils oder voll einstellbar.

### Bremsanlage
Das Integralbremssystem der California 1100 hat hydraulisch betätigte Scheibenbremsen von Brembo: am Vorderrad zwei (nur eine bei Jackal und Stone-Varianten) schwimmend gelagerte Bremsscheiben mit einem Durchmesser von 320 mm (bis 1996: 300 mm) und axial geschraubte Vierkolben-Festsättel (bis 1996: Doppelkolben-Festsättel); am Hinterrad eine Bremsscheibe mit 282 mm Durchmesser (bis 1996: 260 mm) und einen Doppelkolben-Festsattel.

### Technische Daten
| Modell                       | California 1100, Cali. 1100i / Cali. 75                   | Cali. 1000, Cali. 1000i                                   | Cali. EV, Cali. V11 EV          | Cali. Special, Cali. V11 Bassa, Cali. Jackal | Cali. EV Touring, Cali. EV 80, Cali. Stone, Cali. Stone Metal, Cali. Special Sport | „P.I.“-Motor Cali. EV, Cali. EV Touring, Cali. Stone, Cali. Stone Touring, Cali. Titanium, Cali. Aluminum | Cali. Touring, Cali. Classic, Cali. Vintage, Cali. 90 | Cali. Aquila Nera         |
| ---------------------------- | --------------------------------------------------------- | --------------------------------------------------------- | ------------------------------- | -------------------------------------------- | ---------------------------------------------------------------------------------- | --- | ----------------------------------------------------- | ------------------------- |
| Bauzeitraum                  | 1993–1995, 1993–1996 / 1996                               | 1994–1995                                                 | 1997–2001                       | 1999–2001                                    | 2002                                                                               | 2003–2005                                                                                                 | 2006–2008, 2006–2009, 2006–2012, 2012                 | 2010–2011                 |
| Hubraum                      | 1064 cm³                                                  | 949 cm³                                                   | 1064 cm³                        | 1064 cm³                                     | 1064 cm³                                                                           | 1064 cm³                                                                                                  | 1064 cm³                                              | 1064 cm³                  |
| Bohrung × Hub                | Ø 92 mm × 80 mm                                           | Ø 88 mm × 78 mm                                           | Ø 92 mm × 80 mm                 | Ø 92 mm × 80 mm                              | Ø 92 mm × 80 mm                                                                    | Ø 92 mm × 80 mm                                                                                           | Ø 92 mm × 80 mm                                       | Ø 92 mm × 80 mm           |
| Verdichtung                  | 9,5 : 1                                                   | 9,5 : 1                                                   | 9,5 : 1                         | 9,5 : 1                                      | 9,5 : 1                                                                            | 9,8 : 1                                                                                                   | 9,6 : 1                                               | 9,6 : 1                   |
| Gemischbildung               | Vergaser Dell’Orto PHF36, Einspritzung Weber IAW α-n Ø 40 | Vergaser Dell’Orto PHF36, Einspritzung Weber IAW α-n Ø 40 | Einspritzung Weber IAW α-n Ø 40 | Einspritzung Weber IAW α-n Ø 40              | Einspritzung Marelli Ø 40                                                          | Einspritzung Marelli Ø 40                                                                                 | Einspritzung Marelli Ø 40                             | Einspritzung Marelli Ø 40 |
| Nennleistung                 | 55 kW (75 PS)                                             | 52 kW (71 PS)                                             | 54 kW (74 PS)                   | 54 kW (74 PS)                                | 54 kW (74 PS)                                                                      | 55 kW (75 PS)                                                                                             | 54 kW (73 PS)                                         | 54 kW (73 PS)             |
| – bei Drehzahl               | 6400 min−1                                                | 6800 min−1                                                | 6400 min−1                      | 6400 min−1                                   | 6400 min−1                                                                         | 6400 min−1                                                                                                | 6400 min−1                                            | 6400 min−1                |
| Max. Drehmoment              | 91 Nm, 95 Nm                                              | 81 Nm, 83 Nm                                              | 94 Nm                           | 94 Nm                                        | 94 Nm                                                                              | 97 Nm | 94 Nm                                                 | 94 Nm                     |
| – bei Drehzahl               | 5000 min−1                                                | 5000 min−1                                                | 5000 min−1                      | 5000 min−1                                   | 5000 min−1                                                                         | 5000 min−1                                                                                                | 5000 min−1                                            | 5000 min−1                |
| Radgröße vorn                | 18″ × 2.50                                                | 18″ × 2.50                                                | 18″ × 2.50                      | 18″ × 2.50                                   | 18″ × 2.50                                                                         | 18″ × 2.50                                                                                                | 18″ × 2.50                                            | 18″ × 2.50                |
| Reifengröße vorn             | 110/90–18                                                 | 110/90–18                                                 | 110/90–18                       | 110/90–18                                    | 110/90–18                                                                          | 110/90–18                                                                                                 | 110/90–18                                             | 110/90–18                 |
| Radgröße hinten              | 17″ × 3.50                                                | 17″ × 3.50                                                | 17″ × 3.50                      | 17″ × 3.50                                   | 17″ × 4.00 a                                                                       | 17″ × 4.00 a                                                                                              | 17″ × 4.00 a                                          | 17″ × 4.00 a              |
| Reifengröße hinten           | 140/80–17                                                 | 140/80–17                                                 | 140/80–17                       | 140/80–17                                    | 150/80–17 a                                                                        | 150/80–17 a                                                                                               | 150/80–17 a                                           | 150/80–17 a               |
| Bremsscheiben vorn, hinten   | Ø 300 mm, Ø 270 mm                                        | Ø 300 mm, Ø 270 mm                                        | Ø 320 mm, Ø 282 mm              | Ø 320 mm, Ø 282 mm                           | Ø 320 mm, Ø 282 mm                                                                 | Ø 320 mm, Ø 282 mm                                                                                        | Ø 320 mm, Ø 282 mm                                    | Ø 320 mm, Ø 282 mm        |
| Höchstgeschwindigkeit [km/h] | 190, 200                                                  | 185, 195                                                  | 184                             | ?                                            | 190                                                                                | ? | ?                                                     | 184                       |